# Serie sintética
Se llama serie sintética, por ejemplo, de una variable hidrometeorológica, a una serie generada mediante una fórmula matemática que tiene las mismas características estadísticas de una serie natural, es decir observada, de la misma variable hidrometeorológica.
Son utilizadas para estudiar estadísticamente el comportamiento de sistemas complejos mediante modelos de simulación.